# Fernand Pelloutier
Fernand Pelloutier (1º ottobre 1867 – 13 marzo 1901) è stato un sindacalista e anarchico francese.
Fu a capo della Fédération des Bourses du travail, la principale organizzazione sindacale francese di fine '800, dal 1895 fino alla sua morte nel 1901. Nel 1902 le borse del lavoro confluirono nella Confédération générale du travail. 
Le teorie di Pelloutier furono molto importanti per i movimenti del sindacalismo rivoluzionario, specie in Italia, e anche Georges Sorel prese molto spunto dalle sue idee. Alle elezioni legislative del 1889, sostiene la candidatura di Aristide Briand, allora repubblicano radicale. In seguito fonda a Saint-Nazaire una sezione del partito operaio francese, «L'Emancipation». Durante il congresso operaio del 1892 Pelloutier si distingue con la sua proposta di "sciopero generale universale", in antitesi alle posizioni di Jules Guesde.
Decisivo sarà l'incontro con Augustin Hamon, che lo convince a dimettersi dal partito operaio e ad avvicinarsi all'anarchismo. A Parigi, dove decide di fermarsi, a partire dal 1893 si impegna strenuamente nel tentativo di convincere gli anarchici della necessità della loro militanza esclusivamente nei sindacati rivoluzionari. La sua passione coinvolge anche Émile Pouget, che da quel momento diverrà un suo compagno di lotta sindacale.
Partigiano dell'azione diretta, del sabotaggio, dello sciopero generale e dell'indipendenza da ogni partito, nel 1895 diviene segretario generale della Federazione delle Borse del Lavoro. Da allora, collabora anche a numerose riviste e giornali, tra cui, «Les Temps Nouveaux» (Tempi Nuovi) e «L'Art social»; è anche il fondatore, nel 1897, della rivista mensile di economia sociale «L'Ouvrier des Deux-Mondes» (L'operaio dei due mondi).
L'organizzazione della Federazione delle Borse del Lavoro lo impegna fino al giorno della sua morte, avvenuta il 13 marzo 1901 (a 33 anni) sempre a Parigi, in seguito ai postumi della tubercolosi contratta durante l'infanzia.